# Овсянников, Леонид Максимович

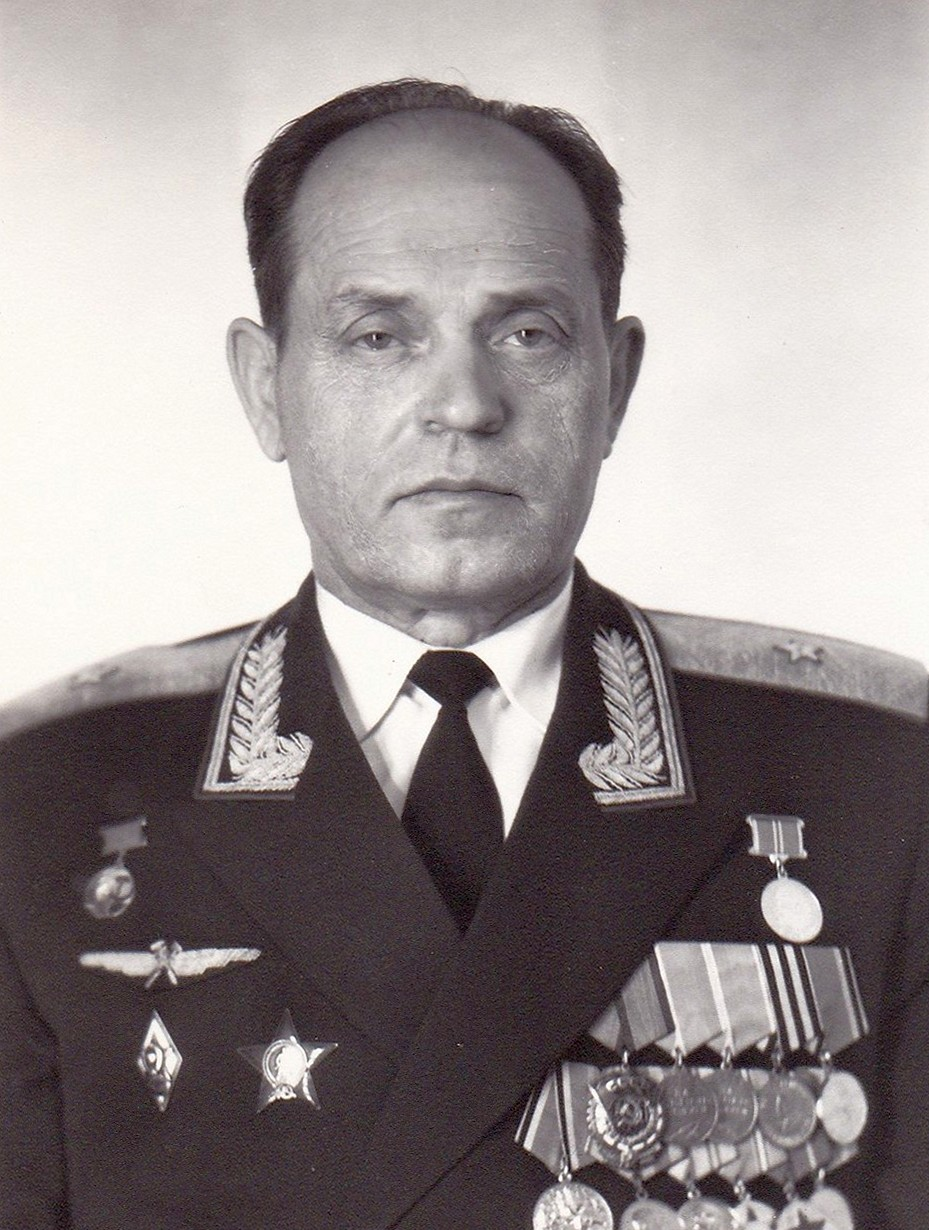
Генерал-майор инженер авиации Л.М. Овсянников

Леонид Максимович Овсянников (27 октября 1923, Новомитрополька, Енисейская губерния — 18 марта 2004, Москва) — организатор разработки и производства вооружений для ВВС СССР, генерал-майор инженер ВВС.

## Биография
Леонид Максимович Овсянников родился 27 октября 1923 года в селе Новомитрополька (ныне — в Тюхтетском районе Красноярского края).
19 июня 1941 г. окончил Первую среднюю школу (10 классов) г. Томска Новосибирской области.
В 1941 г. был призван в РККА, прошёл обучение в школе авиационных мотористов (г. Кемерово, г. Иркутск), в 1943 г. направлен в авиационную в.ч., находившуюся в районе наступления германской армии, окружившей г. Харьков, отступал. 1943—1945 — курсант в училище авиации в р-не г. Куйбышев.
18.12.1946 г. закончил 3-х годичный курс обучения в 4-м Военно-Морском авиационном училище авиации ВМС с присвоением звания «военный лётчик» в звании лейтенант. Далее служил инструктором пилотом в авиационном училище авиации ВМС в р-не г. Старый Крым.
В 1950 г. поступил в Ленинградскую Краснознаменную Военно-Воздушную инженерную Академию им. А. Ф. Можайского, в 1956 г. окончил Академию.
Служил в заказывающих управлениях Главного штаба ВВС, закончил службу в 1992 г. в должности заместителя начальника управления в звании генерал-майора инженера ВВС.
Был ответственным за разработку, производство и эксплуатацию ракетного вооружения для всех видов военной авиации СССР. Принимал активное участие в отработке пятилетних планов по созданию ракет ВВС.
Занимался (по ракетам «воздух-поверхность»): отработкой и согласованием с исполнителями ТТТ ВВС; возглавлял многочисленные комиссии ВВС по приемке эскизных проектов и макетов ракет и НИР по ним. Член государственных и ведомственных комиссий по летным испытаниям ракет. Член государственных и ведомственных комиссий по рассмотрению эскизных проектов, макетов и летным испытаниям авиационных комплексов. Зам. председателя госкомиссии по летным экспериментальным испытаниям ракеты Ч-22Б для определения проходимости радиосигналов при больших гиперзвуковых скоростях полета. Координировал службу заказчика — разработку ТЗ, координацию научно-исследовательских и конструкторских работ, деятельности производственных предприятий, эксплуатационных служб ВВС, руководил военными приёмками по этой тематике примерно на 350 промышленных предприятиях Советского Союза.
Постановлением ЦК КПСС и Совета Министров СССР от 30.10.1981 г. Комитетом по Ленинским и Государственным премиям в области науки и техники присуждена Государственная премия СССР за руководство работами по разработке и принятию на вооружение первой в СССР крылатой ракеты воздушного базирования (X-58) (30.X.1981).
Жил в Москве. Умер 18 марта 2004 г., прах захоронен в колумбарии Ваганьковского кладбища г. Москвы.

### Семья
Отец — Андрей Тихонович Селиков (? — 1929), мать — Анна Яковлевна Овсянникова (Степьюк; 1906—1969), отчим — Максим Емельянович Овсянников (1897—1969).
Жена (с 5.10.1945) — Эсфирь Шмерковна Дукаревич.